# 法論味噌
法論味噌（ほろみそ）は、味噌食品のひとつである。法論味噌が商標登録されていたため、「飛鳥味噌」の名前で販売されている。
元興寺の僧侶が法論の時、眠気を催すと嘗めていたという。江戸時代にはすでに赤味噌にとって代わられていた。通常の味噌に、焼いた胡麻や胡桃、麻の実、山椒などをあわせて煮込み、天日干しをした後、炮烙で煎って仕上げる。